# NCIS: Los Angeles (10.ª temporada)
A décima temporada da série NCIS: Los Angeles estreou em 30 de Setembro de 2018 na CBS para a temporada de 2018-19. A temporada terá 24 episódios.

## Elenco

### Elenco Principal
| Ator/atriz           | Personagem              | Cargo                                            | Principal |
| -------------------- | ----------------------- | ------------------------------------------------ | --------- |
| Chris O'Donnell      | G. Callen               | Agente especial do NCIS                          |           |
| LL Cool J            | Sam Hanna               | Agente Especial do NCIS                          |           |
| Daniela Ruah         | Kensi Blye-Deeks        | Agente Especial do NCIS                          |           |
| Eric Christian Olsen | Marty Deeks             | Detetive de Ligação LAPD - NCIS                  |           |
| Linda Hunt           | Henrietta "Hetty" Lange | Gerente de Operações do NCIS                     |           |
| Barrett Foa          | Eric Beale              | Operador técnico do NCIS                         |           |
| Renée Felice Smith   | Nell Jones              | Analista de Inteligência do NCIS                 |           |
| Nia Long             | Shay Mosley             | Diretora Assistente Executiva (até o episódio 4) |           |

### Elenco Recorrente
- Bar Paly como Anastasia "Anna" Kolcheck
- Vyto Ruginis como Arkady Kolcheck
- Elizabeth Bogush como Agente da CIA Joelle Taylor
- Ravil Isyanov como Anatoli Kirkin
- Erik Palladino como Oficial da CIA Vostanik Sabatino
- Marsha Thomason como Agente Especial do NCIS e ex-agente do Serviço Secreto Nicole Dechamps
- Esai Morales como Diretor Substituto do NCIS Louis Ochoa
- Peter Jacobson como Promotor Especial John Rogers
- Medalion Rahimi como Agente Especial do NCIS e ex-Agente do FBI Fatima Namazi
- Max Martini como Arlo Turk
- Dina Meyer como Veronica Stephens
- Pamela Reed como Roberta Deeks, mãe de Marty Deeks
- Ashley Spillers como Sydney Jones, irmã de Nell Jones
- Bill Goldberg como Agente do Departamento de Justiça Lance Hamilton
- Daniel J. Travanti como Nikita Reznikov/Garrison, pai de Callen
- India de Beaufort como Alexandra Reynolds, filha de Garrison e meia-irmã de Callen

## Episódios
| N.º na série | N.º na temp. | Título                      | Dirigido por        | Escrito por                      | Exibição original       | Audiência (milhões) |
| --- | ------------ | --------------------------- | ------------------- | -------------------------------- | ----------------------- | ------------------- |
| 217 | 1            | "To Live and Die in Mexico" | Frank Military      | Frank Military                   | 30 de setembro de 2018  | 8.75                |
| Depois que seu veículo é atingido por um foguete, a equipe seriamente ferida tenta colocar-se em segurança e escapar das forças do cartel que os quer mortos. O trágico destino da Agente Hidoko é revelado. |              |                             |                     |                                  |                         |                     |
| 218 | 2            | "Superhuman"                | Dennis Smith        | Kyle Harimoto                    | 7 de outubro de 2018    | 7.54                |
| Callen permanece em licença médica após a missão no México, e Hetty e Mosley enfrentam as consequências. O resto da equipe tem o auxílio de Nicole Dechamps na procura por um ladrão de bancos armado com um protótipo de armadura da Marinha. |              |                             |                     |                                  |                         |                     |
| 219 | 3            | "The Prince"                | Lily Mariye         | Andrew Bartels                   | 14 de outubro de 2018   | 7.63                |
| A equipe complementa a proteção de um príncipe saudita depois que um comboio com seu chamariz é atacado, mas as coisas se complicam quando se revela que a autora do ataque é Joelle Taylor. |              |                             |                     |                                  |                         |                     |
| 220 | 4            | "Hit List"                  | Eric Pot            | R. Scott Gemmill                 | 21 de outubro de 2018   | 8.35                |
| A equipe descobre que se tornou alvo do cartel, junto com Mosley e seu filho, enquanto Mosley precisa lidar com um promotor investigando a operação não autorizada no México. |              |                             |                     |                                  |                         |                     |
| 221 | 5            | "Pro Se"                    | Benny Boom          | Jordana Lewis Jaffe              | 28 de outubro de 2018   | 7.19                |
| Quando uma informante do NCIS é presa sob falsas acusações, a equipe trabalha para esclarecer o caso em que ela estava ajudando. |              |                             |                     |                                  |                         |                     |
| 222 | 6            | "Asesinos"                  | Terrence O'Hara     | R. Scott Gemmill                 | 4 de novembro de 2018   | 7.04                |
| A equipe é chamada quando Mosley se torna pessoa de interesse no assassinato de um pistoleiro do cartel, e devem rastreá-la antes que ela cruze a linha - e sem que o promotor especial descubra. |              |                             |                     |                                  |                         |                     |
| 223 | 7            | "One of Us"                 | Dennis Smith        | Kyle Harimoto                    | 11 de novembro de 2018  | 6.85                |
| Uma investigação de assassinato revela-se ação de um matador profissional com uma vendeta. Anna recebe sua sentença pelo assassinato de Sokolov. |              |                             |                     |                                  |                         |                     |
| 224 | 8            | "The Patton Project"        | Ruba Nadda          | Frank Military                   | 18 de novembro de 2018  | 7.22                |
| O Vice Diretor Ochoa designa a equipe para participar de uma operação secreta sobre um grupo terrorista que defende o uso de força militar extrema. |              |                             |                     |                                  |                         |                     |
| 225 | 9            | "A Diamond in The Rough"    | James Hanlon        | Chad Mazero                      | 25 de novembro de 2018  | 7.20                |
| Ao investigar um atentado durante o jantar de um Capitão da Marinha com um General paquistanês, a equipe enfrenta um escândalo político quando se descobre que o General detinha informações confidenciais sobre campos do Taliban. Kensi e Deeks procuram alguém para comandar seu bar. |              |                             |                     |                                  |                         |                     |
| 226 | 10           | "Heist"                     | Yangzom Brauen      | Jordana Lewis Jaffe              | 9 de dezembro de 2018   | 7.50                |
| Após um assalto a banco resultar no roubo de uma caixa de depósito de uma empreiteira contratada da Marinha, a equipe investiga a empresária para descobrir o que havia na caixa que valeria a pena roubar, ao mesmo tempo que lidam com o Promotor Especial Rogers e sua investigação. |              |                             |                     |                                  |                         |                     |
| 227 | 11           | "Joyride"                   | Tawnia McKiernan    | Erin Broadhurst                  | 16 de dezembro de 2018  | 7.21                |
| A equipe procura um reservista da Marinha, com histórico de síndrome de estresse pós-trauma, desaparecido após uma briga. |              |                             |                     |                                  |                         |                     |
| 228 | 12           | "The Sound of Silence"      | Terence Nightingall | Joe Sachs                        | 6 de janeiro de 2019    | 7.59                |
| Após a chefe de logística de uma estação de armas da Marinha sofrer um colapso no trabalho, a equipe investiga uma possível ameaça terrorista. Kensi e Deeks pesquisam diferentes lugares para sua lua de mel. |              |                             |                     |                                  |                         |                     |
| 229 | 13           | "Better Angels"             | Diana C. Valentine  | Frank Military                   | 13 de janeiro de 2019   | 8.31                |
| Uma testemunha com informações sobre o uso de armas químicas na Síria é vítima de um brutal atropelamento. Enquanto Kensi conecta-se com a vítima, a equipe trabalha com Arlo Turk e o Tribunal Global para encontrar um pendrive com evidências vitais. |              |                             |                     |                                  |                         |                     |
| 230 | 14           | "Smokescreen (Part I)"      | Dennis Smith        | Andrew Bartels                   | 27 de janeiro de 2019   | 6.75                |
| A equipe trabalha em conjunto com o FBI para localizar uma célula terrorista em Los Angeles que estaria preparando um ataque iminente. |              |                             |                     |                                  |                         |                     |
| 231 | 15           | "Smokescreen (Part II)"     | Sherwin Shilati     | Matt Klafter & Kyle Harimoto     | 17 de fevereiro de 2019 | 6.74                |
| Após o ataque terrorista em um teatro, a busca da equipe pelos responsáveis leva à descoberta de que se tratou de uma operação de bandeira falsa, ou seja, forjada. |              |                             |                     |                                  |                         |                     |
| 232 | 16           | "Into the Breach"           | James Hanlon        | Lee A. Carlisle                  | 3 de março de 2019      | 6.97                |
| A última investigação da equipe leva à descoberta da história de uma operação militar fracassada. O bar de Deeks recebe uma vistoria sanitária. |              |                             |                     |                                  |                         |                     |
| 233 | 17           | "Till Death Do Us Part"     | Tony Wharmby        | R. Scott Gemmill                 | 17 de março de 2019     | 8.47                |
| Chega o dia do tão aguardado casamento de Deeks e Kensi, mas a cerimônia tem problemas com a chegada inesperada de Anatoli Kirkin. O conteúdo da misteriosa caixa enfim é revelado, e Hetty reaparece. |              |                             |                     |                                  |                         |                     |
| 234 | 18           | "Born to Run"               | Lily Mariye         | Jordana Lewis Jaffe              | 24 de março de 2019     | 7.16                |
| Sydney arrasta Nell quando um colega de faculdade delas torna-se alvo de assassinos desconhecidos, enquanto o resto da equipe acredita que ele é o principal suspeito da morte de um oficial naval que guardava um projeto ultrassecreto. |              |                             |                     |                                  |                         |                     |
| 235 | 19           | "Searching"                 | Terrence O'Hara     | Adam George Key & Kyle Harimoto  | 31 de março de 2019     | 7.50                |
| Os agentes tiram o dia de folga para tratar de assuntos pessoais. Kensi e Deeks tentar angariar fundos para caridade; Callen se recupera de um ferimento e procura ligar-se a seu sobrinho; Eric e Nell planejam ir a San Francisco para uma entrevista de emprego de Eric. Sam junta-se ao Agente do DOJ Lance Hamilton e à Agente Fatima Namazi para perseguir um traficante de drogas do Texas que supostamente sequestrou a família de um agente federal por vingança.                                                                                |              |                             |                     |                                  |                         |                     |
| 236 | 20           | "Choke Point"               | James Whitmore Jr.  | Joe Sachs & R. Scott Gemmill     | 14 de abril de 2019     | 6.79                |
| Depois que um SEAL que trabalhava como segurança em um depósito de maconha é atacado, a investigação leva a equipe a um potencial ataque em massa. |              |                             |                     |                                  |                         |                     |
| 237 | 21           | "The One That Got Away"     | Eric A. Pott        | Andrew Bartels & Erin Broadhurst | 28 de abril de 2019     | 5.66                |
| Anna e sua companheira de cela fogem da prisão. O OSP precisa ajudar a localizá-las para evitar um banho de sangue. Participação especial: Denise Crosby |              |                             |                     |                                  |                         |                     |
| 238 | 22           | "No More Secrets"           | Yangzom Brauen      | Andrew Bartels & Erin Broadhurst | 5 de maio de 2019       | 4.95                |
| A equipe viaja para Cuba em missão não autorizada, após Callen conseguir uma pista sobre o paradeiro de Anna. |              |                             |                     |                                  |                         |                     |
| 239 | 23           | "The Guardian"              | John P. Kousakis    | R. Scott Gemmill                 | 12 de maio de 2019      | 5.98                |
| Callen e Sam embarcam no USS Allegiance, no Golfo Pérsico, para trabalhar com o Capitão Harmon "Harm" Rabb Jr. na investigação de uma possível ameaça terrorista. Nell retorna a San Francisco após receber más notícias sobre a saúde de sua mãe. Observação: Harmon Rabb (David James Elliott) foi coprotagonista da série JAG. |              |                             |                     |                                  |                         |                     |
| 240 | 24           | "False Flag"                | Dennis Smith        | Frank Military                   | 19 de maio de 2019      | 5.28                |
| Callen, Sam e Harm fazem várias detenções a bordo do Allegiance, ao mesmo tempo em que precisam lidar com a mobilização de forças iranianas próxima à fronteira do Iraque. Enquanto isso, o resto da equipe tem o auxílio da Coronel Sarah "Mac" MacKenzie para investigar uma intrincada rede de espionagem. Eric fica dividido entre dar assistência a Nell e sua mãe no hospital ou ajudar o NCIS a neutralizar a ameaça terrorista e impedir a Terceira Guerra Mundial. Observação: Sarah MacKenzie (Catherine Bell) foi coprotagonista da série JAG. |              |                             |                     |                                  |                         |                     |